# IIHF Women’s Challenge Cup of Asia 2011
Der IIHF Women’s Challenge Cup of Asia 2011 war die zweite Austragung des durch die Internationale Eishockey-Föderation IIHF durchgeführten Wettbewerbs. Das Turnier wurde vom 11. bis 14. November 2010 in der japanischen Stadt Nikkō in der Präfektur Tochigi ausgetragen. Gespielt wurde in der Nikkō Kirifuri Eisarena mit 2.000 Plätzen.
Den Titel sicherte sich zum ersten Mal Gastgeber Japan, das sich im Finalspiel knapp mit 3:1 gegen die Volksrepublik China durchsetzte.

## Modus
Es nahmen drei Mannschaften teil. Nach einer Vorrunde im Rundensystem wurde ein Finalspiel um die Goldmedaille ausgetragen.

## Austragungsort
| \| Nikkō \|                    |
| Austragungsort des Wettbewerbs |
| Nikkō                          |

| Nikkō |

## Turnierverlauf

### Vorrunde
| 11. November 2010 18:00 Uhr (Ortszeit) | Japan | 12:0 (5:0, 6:0, 1:0) Spielbericht | Südkorea | Nikkō Kirifuri Eisarena, Nikkō Zuschauer: 110 |

| 12. November 2010 18:00 Uhr | Volksrepublik China | 7:0 (2:0, 1:0, 4:0) Spielbericht | Südkorea | Nikkō Kirifuri Eisarena, Nikkō Zuschauer: 55 |

| 13. November 2010 16:00 Uhr | Volksrepublik China | 2:1 n. P. (1:0, 0:0, 0:1, 0:0, 1:0) Spielbericht | Japan | Nikkō Kirifuri Eisarena, Nikkō Zuschauer: 190 |

| Pl. |                     | Sp | S | OTS | OTN | N | Tore  | Punkte |
| 1.  | Volksrepublik China | 2  | 1 | 1   | 0   | 0 | 09:01 | 5      |
| 2.  | Japan               | 2  | 1 | 0   | 1   | 0 | 13:02 | 4      |
| 3.  | Südkorea            | 2  | 0 | 0   | 0   | 2 | 00:19 | 0      |

Abkürzungen: Pl. = Platz, Sp = Spiele, S = Siege, OTS = Siege nach Verlängerung (Overtime) oder Penaltyschießen, OTN = Niederlagen nach Verlängerung oder Penaltyschießen, N = Niederlagen

Erläuterungen: Finalqualifikant

### Finale
| 14. November 2010 15:00 Uhr (Ortszeit) | Volksrepublik China | 1:3 (0:1, 1:0, 0:2) Spielbericht | Japan | Nikkō Kirifuri Eisarena, Nikkō Zuschauer: 250 |